# Moscheea Imamului Ali
Moscheea Imamului Ali sau Masjid Ali este o moschee din orașul Najaf, Irak. Moscheea este considerată de către musulmanii șiiți ca fiind a patra cea mai importantă moschee din lume, după marile moschei de la Mecca, Medina și Ierusalim. Importanța acestei moschei se datorează faptului că aici se află mormântul califului Ali, vărul și ginerele lui Mahomed. Conform tradiției șiite, alături de rămășițele lui Ali se află îngropați Adam și Noe.

## Istorie
În anul 977, Adud al-Dawla, membru al dinastiei Buyde, decide să construiască o moschee peste mormântul califului Ali, mort în anul 661. Moscheea a fost reconstruită în anul 1086, de către sultanul selgiucid, Malik Shah, după ce fusese distrusă de un incendiu. În anul 1500, moscheea a fost extinsă de către șahul Ismail I, fondatorul dinastiei Safevide.
În timpul protestelor din martie 1991, ca urmare a războiului din Golful Persic, președintele Saddam Hussein și gărzile sale au intrat în moschee unde au ucis toți liderii opoziției șiite. După aceea, moscheea a fost închisă timp de doi ani pentru reparați.
În prezent, moscheea a fost renovată de către Mohammed Burhanuddin, liderul spiritual al musulmanilor șiiți din Irak.

## Importanță religioasă

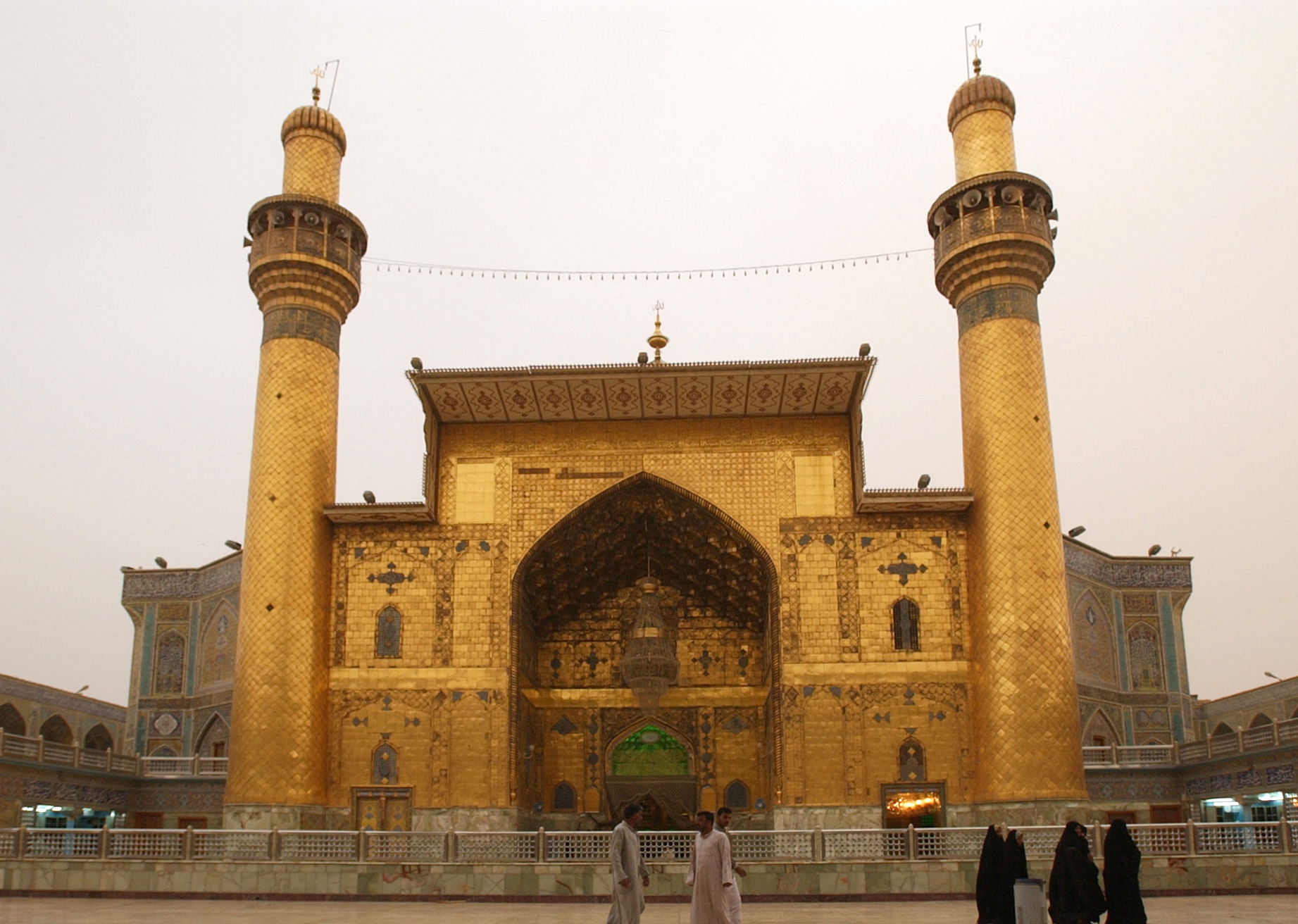
Fațada moscheii

Ca loc de înmormântare al celui de-al patrulea calif al islamului, califul Ali, moscheea este un important loc de pelerinaj pentru șiiții ce îl consideră pe Ali ca fiind primul imam, de unde și numele moscheii. În fiecare an se estimează un număr de aproape 120 de milioane de musulmani ce vin să viziteze moscheea. Împreună cu moscheile din Mecca, Medina, Karbala și Ierusalim, moscheea imamului Ali face parte din cele cinci locuri sfinte ale șiismului.